# Szczelina nad Zimną
Szczelina nad Zimną – jaskinia, a właściwie schronisko, w Dolinie Kościeliskiej w Tatrach Zachodnich. Wejście do niej znajduje się w Organach, powyżej Jaskini Zimnej, na wysokości 1156 metrów n.p.m. Jaskinia jest pozioma, a jej długość wynosi 6 metrów.

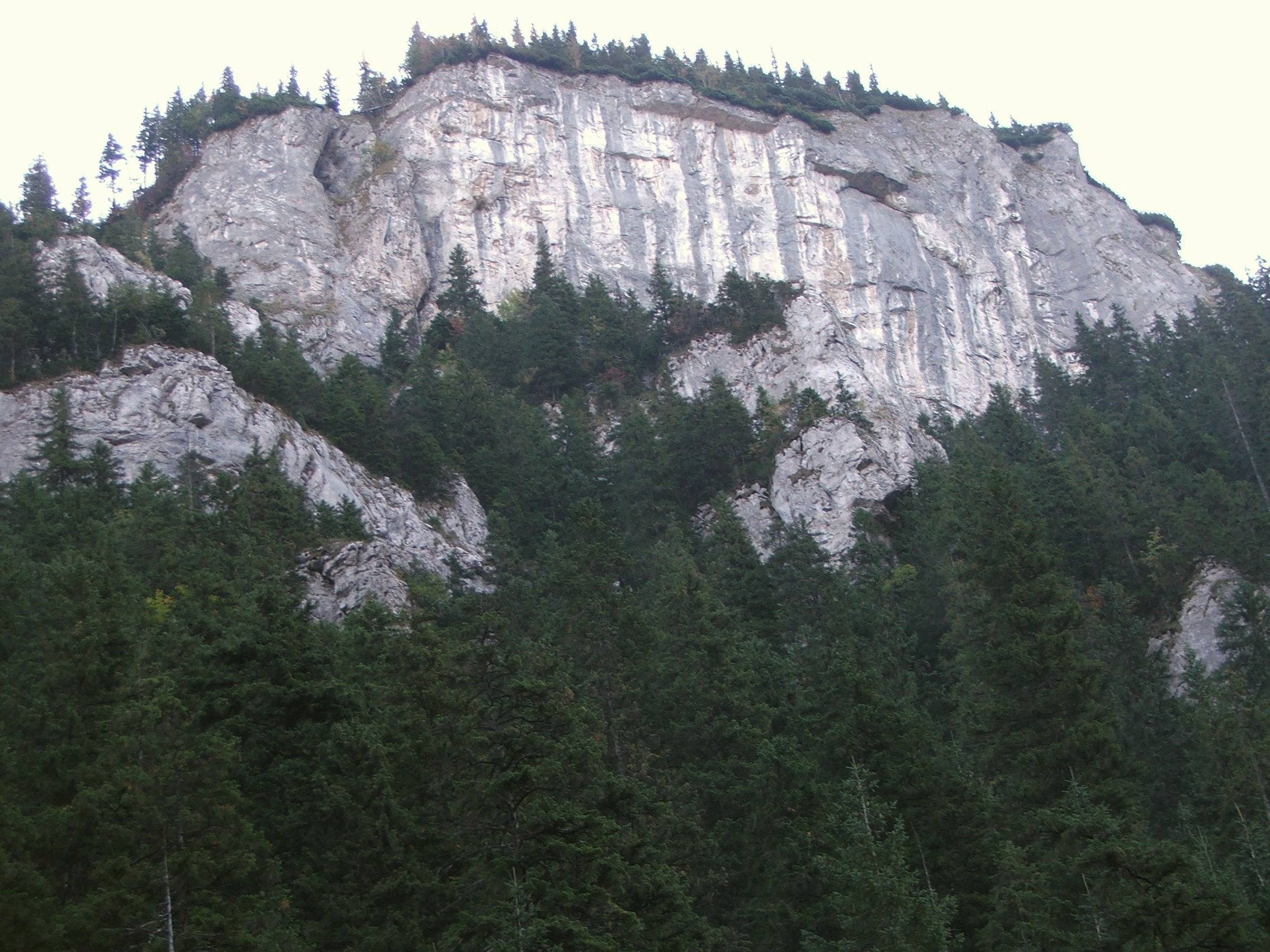
Organy w Dolinie Kościeliskiej

## Opis jaskini
Jaskinię stanowi poziomy, szczelinowy korytarzyk zaczynający się w małym otworze wejściowym (przedzielonym filarem skalnym), a kończący szczeliną nie do przejścia.

## Przyroda
W jaskini brak jest nacieków i roślinności.

## Historia odkryć
Brak jest danych o odkrywcach jaskini. Jej pierwszy plan i opis sporządził J. Grodzicki przy pomocy M. Radomyskiej w 1976 roku.